# 国島
座標: 北緯39度08分21秒 東経127度43分09秒 / 北緯39.13917度 東経127.71917度
国島（ククソム、チョソングル：국섬、 または ククト、국도）は朝鮮民主主義人民共和国江原道通川郡君山里の北に浮かぶ島。周囲の岸壁に柱石が並び立つ景勝として知られる。
面積0.054㎢、周囲1㎞。
鶴湖から北に3km。南東には鴨龍端という岬がある。

## 歴史
この島に多く生えるマダケを矢にして戦いで外敵を退けて国の防衛に大きな役割を果たしたことから国島と呼ばれるようになった。
『輿地図書』、『北関邑誌』、『択里志』などの古文献がこの島について言及している。古くは海中島（해중도）と呼ばれた。
1980年1月、北朝鮮の天然記念物第213号に指定された。

## 景観
岩の岸壁からなるこの島の周囲は、平均高30〜40m程度の櫛歯状の白い垂直岩壁が屏風のように密集している。
北・東・南の三面を整然とした多角形の石柱が並ぶ。東側の湾は数十メートルの高さの石柱があり、湾の底がタイルの様に規則正しくなっており、水中に鉄網を打ったようだとして鉄網石（철망석）と呼ばれている。東側と北側の岸壁が接する角は舳先の様になっている。
険しい岸壁に囲まれたこの島に上がることができる唯一の通路は傾斜が緩やかな南西斜面である。
島には草が生えていて、千人程がくつろげる空間があり、タラノキやクワなどの針葉樹がまばらに育つ。
西の海辺は松と砂浜がある。東側の崖には自然石窟が一つある。
伝説によると西側島岩階段に千仏台座があったとし、矢柄を供給するために、この島に竹を植え始めたという。